# 联合中心
41°52′50.07″N 87°40′27.07″W / 41.8805750°N 87.6741861°W
聯合中心（United Center）是一座位于美国芝加哥的室内运动中心，名字由赞助商联合航空公司而来。它同时是國家冰上曲棍球聯盟芝加哥黑鹰队和NBA芝加哥公牛队的主场。建造这座体育馆的设想是由比尔·沃茨和杰里·雷斯多夫提出的，他们分别是两支球队的拥有者。联合中心的前身是室内的芝加哥体育场，在新的体育馆于1994年8月18日落成后不久拆除了。迈克尔·乔丹的雕像位于体育馆的东面。

## 体育馆资料
这座私人拥有的体育馆占地面积为960,000平方英尺，位于一片46英亩的土地上，在芝加哥卢普区（Chicago Loop）的正西方。体育馆号称是美国最大的体育馆（面积上，而不是座位数量上），在举行篮球比赛时可以容纳21,879名观众，在举行冰球比赛时可以容纳22,000名观众，在举行職業摔角比赛时可以容纳23,000+名观众。体育馆每年举行超过200场比赛，自从开放以来已经接纳了2千万观众。

## 活动
每年除了举办100场篮球和冰球的比赛之外，联合中心还是其它体育比赛的举办地，如十大联盟男子篮球锦标赛伊利诺伊大学篮球队的主场，男子NCAA篮球锦标赛（已经在此举办了7届比赛，包括2007年），Roundball Classic高中明星赛，Great Eight Classic赛等。
在联合中心举办过音乐会包括鲍勃·迪伦、酷玩樂團、戴夫马休斯乐队、大卫·鲍伊、夏奇拉、嗆辣紅椒樂團、碎南瓜乐队、匆促樂團、滚石乐队、埃里克·克莱普顿、布鲁斯·斯布林斯顿、比利·周、保罗·麦卡特尼、U2樂團、菲爾·柯林斯、谁人乐队、麦当娜、范·海伦、空中铁匠、邦乔维、Pearl Jam、三大男高音、芭芭拉·史翠珊、防彈少年團、Stray Kids、BLACKPINK、TWICE、NCT 127、aespa和陈奕迅
同时联合中心还是索拉奇藝坊、Ringling Brothers and Barnum & Bailey马戏团和冰上迪士尼的表演场地。
联合中心是世界摔跤联盟（WWF）的1994年夏季赛的举办地（也是第一次在联合中心举行的大型活动）。它还举办了2000年最后一届世界摔跤锦标赛（WCW）。